# Snöstorp
Snöstorp är en stadsdel i Halmstad som fått sitt namn efter kyrkbyn i Snöstorps socken. 
Orten som idag är ett villaområde öster om E6 har tidigare räknats som en egen tätort och växte från 355 invånare år 1950 till 1.313 invånare 1965. Därefter finns ingen statistik publicerad då Snöstorps tätort enligt SCB växte samman med Halmstads tätort från och med 1970 års tätortsavgränsning. I norr gränsar Snöstorp till Vallås och i sydost till Fyllinge.

## Historia
Det finns även en skeppssättning och gravhögar, vilket tyder på att det har funnits en bosättning här länge. Drygt 5 km österut finns Tolarps gånggrift, en 5000 år gammal stenkammargrav. Området har länge präglats av jordbruksbygd, slättland och Fylleåns dalgång.

Fyllebro, som ligger i Snöstorps utkant, är känt för Slaget vid Fyllebro den 17 augusti 1676.
 En kvarn, Snöstorps mölla, på den norra sidan av Fylleån tillhörde Snöstorps by.

I Snöstorp strax väster om kyrkan låg en smedja. Från 1830-1965 drevs den av samma släkt, fyra generationer. Där bedrevs gårdssmide med tillverkning av liar, yxor, knivar, beslag, redskapsdetaljer mm. Med tiden blev hovslageri en allt viktigare del av verksamheten. Under en tid fram till kyrkskolan stod färdig 1858 fick en kammare tjäna som lokal för den roterande skolan. Från seklets början till 1954 fick smedjan bl.a. fungera som utlämningsställe för post och tidningar.

I Snöstorp låg mellan 1805 och 1822 Christina Charlotta Richardys textilmanufaktur, som tillverkade ullstrumpor för svenska arméns räkning och som då erbjöd sysselsättning åt en stor del av det omkringliggande området. Strax söder om kyrka och prästgård låg Barnhemmet Lyckan som under senare delen av 1800-talet drevs av systrarna Kollinius.

I Snöstorp finns en sexkantig kyrka, Snöstorps kyrka, som byggdes 1883-84. Kyrkan hade då planerats under några årtionden, men några år med missväxt gjorde att ekonomin var ett stort hinder. Riksdagsman Ivar Lyttkens på Skedala säteri lyckades dock genom att anlita hovarkitekt Emil Langlet få bygget till stånd. Langlet hade under dessa år ritat ett antal kyrkor som byggts till rimliga kostnader. Kyrkan blev 2006 utnämnd till Sveriges vackraste kyrka av Året Runts läsare. Det ligger ett församlingshem intill som är centrum för Snöstorps socken.

I området har det funnits ett par livsmedelsbutiker och ett konditori men konkurrensen från närbelägna Vallås Centrum och senare från Hallarna och Stenalyckan har medfört att de har lagts ner.
Fotbollsklubben Snöstorp Nyhem FF, SNFF, har numera Skedalaheds IP som sin hemmaarena. I närheten av den gamla Idrottsplatsen ligger Snöstorpsskolan som är en skola för årskurserna 1-5. I området finns ett flertal förskolor. Trots närheten till köpcentrat Hallarna och handelsområdet Stenalyckan har Snöstorp bibehållet sin karaktär som villaområde.
Strax öster om kyrkan finns ett mindre äldreboende.
Snöstorp består av ett antal delar: Gamla Snöstorp, Lågagård, Brogård och Kammerslyckan.

## Kända personer från Snöstorp
- Peter Högardh, ishockeyspelare
- Thomas Petersson, ståuppkomiker, skådespelare
- Rikard Svensson, skådespelare
- Rickard Söderberg, operasångare